# Tir aux Jeux olympiques d'été de 2024 - Carabine à 10 m air comprimé femmes
Navigation
Tokyo 2020 Los Angeles 2028
L'épreuve féminine de carabine à 10 mètres air comprimé des Jeux olympiques d'été de 2024 se déroule les 28 et 29 juillet 2024 au Centre national de tir sportif à Châteauroux, en France, à environ 260 km au sud de Paris.

## Records
Avant cette compétition, les records dans cette discipline étaient les suivants : 

## Programme
| Date                | Horaire | Manche        |
| ------------------- | ------- | ------------- |
| Dimanche 28 juillet | 09 h 15 | Qualification |
| Lundi 29 juillet    | 09 h 15 | Finale        |

## Médaillées
| Or                | Argent             | Bronze               |
| Ban Hyo-jin (KOR) | Huang Yuting (CHN) | Audrey Gogniat (SUI) |

## Résultats détaillés

### Qualification
Les 8 meilleures tireuses se qualifient pour la finale (Q).
| Rang | Athlète                   | Pays                          | Séries | Séries | Séries | Séries | Séries | Séries | Total | Notes |
| Rang | Athlète                   | Pays                          | 1      | 2      | 3      | 4      | 5      | 6      | Total | Notes |
| ---- | ------------------------- | ----------------------------- | ------ | ------ | ------ | ------ | ------ | ------ | ----- | ----- |
| 1    | Ban Hyo-jin               | Corée du Sud                  | 106.2  | 105.7  | 104.8  | 106.6  | 105.9  | 105.3  | 634.5 | Q, RO |
| 2    | Jeanette Hegg Duestad     | Norvège                       | 106.4  | 106.4  | 106.0  | 103.6  | 105.2  | 105.6  | 633.2 | Q     |
| 3    | Audrey Gogniat            | Suisse                        | 104.6  | 105.2  | 105.2  | 105.3  | 106.0  | 106.3  | 632.6 | Q     |
| 4    | Huang Yuting              | Chine                         | 104.5  | 106.1  | 104.6  | 105.3  | 106.0  | 106.1  | 632.6 | Q     |
| 5    | Ramita Jindal             | Inde                          | 104.3  | 106.0  | 104.9  | 105.3  | 105.3  | 105.7  | 631.5 | Q     |
| 6    | Alexandra Le              | Kazakhstan                    | 104.3  | 106.2  | 106.0  | 103.8  | 105.5  | 105.6  | 631.4 | Q     |
| 7    | Sagen Maddalena           | États-Unis                    | 104.8  | 104.2  | 105.7  | 105.8  | 105.3  | 105.6  | 631.4 | Q     |
| 8    | Océanne Muller            | France                        | 106.1  | 105.1  | 105.9  | 105.0  | 105.4  | 103.8  | 631.3 | Q     |
| 9    | Keum Ji-hyeon             | Corée du Sud                  | 105.1  | 104.7  | 105.2  | 105.9  | 105.2  | 104.8  | 630.9 |       |
| 10   | Elavenil Valarivan        | Inde                          | 105.8  | 106.1  | 104.4  | 105.3  | 105.3  | 103.8  | 630.7 |       |
| 11   | Shermineh Chehel Amirani  | Iran                          | 104.1  | 105.9  | 104.4  | 106.1  | 105.9  | 103.6  | 630.0 |       |
| 12   | Misaki Nobata             | Japon                         | 104.0  | 104.2  | 104.8  | 105.6  | 105.1  | 106.2  | 629.9 |       |
| 13   | Julia Piotrowska          | Pologne                       | 105.8  | 104.4  | 103.9  | 105.1  | 104.7  | 105.4  | 629.3 |       |
| 14   | Synnøve Berg              | Norvège                       | 104.8  | 105.1  | 104.1  | 105.6  | 105.4  | 104.2  | 629.2 |       |
| 15   | Eszter Mészáros           | Hongrie                       | 105.7  | 105.0  | 105.8  | 103.1  | 104.2  | 104.8  | 628.6 |       |
| 16   | Han Jiayu                 | Chine                         | 104.3  | 106.0  | 103.2  | 104.9  | 105.2  | 104.5  | 628.1 |       |
| 17   | Arina Altukhova           | Kazakhstan                    | 104.6  | 105.0  | 104.3  | 104.9  | 103.8  | 105.1  | 627.7 |       |
| 18   | Yesugen Oyunbat           | Mongolie                      | 104.4  | 102.9  | 106.5  | 103.8  | 106.1  | 103.9  | 627.6 |       |
| 19   | Anna Janssen              | Allemagne                     | 102.4  | 105.1  | 103.1  | 105.6  | 106.6  | 104.7  | 627.5 |       |
| 20   | Goretti Zumaya            | Mexique                       | 104.1  | 104.5  | 105.6  | 104.7  | 103.6  | 104.9  | 627.4 |       |
| 21   | Aneta Stankiewicz         | Pologne                       | 104.7  | 104.7  | 105.5  | 104.3  | 104.3  | 103.9  | 627.4 |       |
| 22   | Rikke Ibsen               | Danemark                      | 104.1  | 105.5  | 105.0  | 104.0  | 103.9  | 104.8  | 627.3 |       |
| 23   | Nina Christen             | Suisse                        | 102.7  | 105.6  | 105.8  | 104.3  | 104.7  | 104.0  | 627.1 |       |
| 24   | Barbara Gambaro           | Italie                        | 105.8  | 102.0  | 105.8  | 103.6  | 104.2  | 105.4  | 626.8 |       |
| 25   | Lisa Müller               | Allemagne                     | 104.4  | 103.6  | 105.0  | 103.3  | 105.9  | 104.3  | 626.5 |       |
| 26   | Fatemeh Amini             | Iran                          | 103.7  | 104.7  | 104.4  | 103.6  | 104.7  | 105.1  | 626.2 |       |
| 27   | Stephanie Grundsøe        | Danemark                      | 103.4  | 105.4  | 104.1  | 104.4  | 104.8  | 104.1  | 626.2 |       |
| 28   | Nadine Ungerank           | Autriche                      | 103.4  | 106.2  | 104.3  | 105.7  | 104.6  | 101.9  | 626.1 |       |
| 29   | Remas Khalil              | Égypte                        | 105.1  | 102.7  | 102.6  | 104.9  | 105.3  | 104.9  | 625.5 |       |
| 30   | Fernanda Russo            | Argentine                     | 104.1  | 105.2  | 105.2  | 104.0  | 103.3  | 103.6  | 625.4 |       |
| 31   | Anastasija Mojsovska      | Macédoine du Nord             | 104.5  | 103.7  | 104.3  | 104.4  | 104.0  | 104.4  | 625.3 |       |
| 32   | Mary Tucker               | États-Unis                    | 101.9  | 103.5  | 104.8  | 105.4  | 103.7  | 105.9  | 625.2 |       |
| 33   | Manon Herbulot            | France                        | 104.2  | 104.4  | 104.4  | 104.4  | 104.7  | 103.1  | 625.2 |       |
| 34   | Veronika Blažíčková       | Tchéquie                      | 103.0  | 105.3  | 104.0  | 104.4  | 104.5  | 103.9  | 625.1 |       |
| 35   | Mai Magdy Elsayed Abuqarn | Égypte                        | 104.3  | 105.4  | 103.5  | 103.0  | 104.0  | 104.5  | 624.7 |       |
| 36   | Lisbet Hernández          | Cuba                          | 103.2  | 104.5  | 104.3  | 104.2  | 104.3  | 104.2  | 624.7 |       |
| 37   | Seonaid McIntosh          | Grande-Bretagne               | 103.7  | 103.8  | 104.7  | 103.9  | 104.7  | 103.7  | 624.5 |       |
| 38   | Geovana Meyer             | Brésil                        | 103.5  | 105.2  | 103.9  | 105.4  | 104.0  | 101.5  | 623.5 |       |
| 39   | Yarimar Mercado           | Porto Rico                    | 103.2  | 102.6  | 103.8  | 104.1  | 102.8  | 105.5  | 622.0 |       |
| 40   | Lê Thị Mộng Tuyền         | Viêt Nam                      | 102.6  | 103.9  | 102.7  | 103.4  | 103.6  | 104.9  | 621.1 |       |
| 41   | Mariel Jose López Pavón   | Nicaragua                     | 103.4  | 103.1  | 102.4  | 103.5  | 104.0  | 101.1  | 617.5 |       |
| 42   | Sushmita Nepal            | Népal                         | 104.5  | 101.7  | 100.7  | 99.9   | 102.2  | 98.8   | 607.8 |       |
| 43   | Luna Solomon              | Équipe olympique des réfugiés | 99.9   | 101.1  | 98.3   | 99.9   | 101.4  | 100.6  | 601.2 |       |
|      | Houda Chaabi              | Algérie                       | DNS    | DNS    | DNS    | DNS    | DNS    | DNS    | DNS   | DNS   |

### Finale
Après la 3e série, à chaque série suivante, la moins bonne tireuse est éliminée, jusqu'à ce qu'elles ne soient plus que deux en compétition.
| Rang                                | Athlète               | Pays         | Séries | Séries | Séries | Séries   | Séries | Séries | Séries | Séries | Séries | Total           | Notes |
| Rang                                | Athlète               | Pays         | 1      | 2      | 3      | 4        | 5      | 6      | 7      | 8      | 9      | Total           | Notes |
| ----------------------------------- | --------------------- | ------------ | ------ | ------ | ------ | -------- | ------ | ------ | ------ | ------ | ------ | --------------- | ----- |
| Médaille d'or, Jeux olympiques      | Ban Hyo-jin           | Corée du Sud | 52.8   | 104.8  | 125.6  | 147.1    | 168.7  | 190.0  | 211.0  | 232.3  | 251.8  | 251.8 SO : 10.4 | =RO   |
| Médaille d'argent, Jeux olympiques  | Huang Yuting          | Chine        | 53.0   | 105.5  | 126.5  | 147.6    | 168.6  | 189.8  | 210.9  | 231.0  | 251.8  | 251.8 SO : 10.3 | =RO   |
| Médaille de bronze, Jeux olympiques | Audrey Gogniat        | Suisse       | 52.9   | 104.6  | 125.3  | 146.4    | 167.6  | 188.5  | 209.1  | 230.3  | -      | 230.3           |       |
| 4                                   | Sagen Maddalena       | États-Unis   | 52.3   | 104.3  | 124.7  | 145.9    | 167.1  | 187.5  | 207.7  | -      | -      | 207.7           |       |
| 5                                   | Océanne Muller        | France       | 51.5   | 104.4  | 125.0  | 145.3 SO | 166.0  | 187.1  | -      | -      | -      | 187.1           |       |
| 6                                   | Alexandra Le          | Kazakhstan   | 52.0   | 104.1  | 125.2  | 145.4    | 165.4  | -      | -      | -      | -      | 165.4           |       |
| 7                                   | Ramita Jindal         | Inde         | 52.5   | 104.0  | 124.9  | 145.3 SO | -      | -      | -      | -      | -      | 145.3           |       |
| 8                                   | Jeanette Hegg Duestad | Norvège      | 50.5   | 103.6  | 124.1  | -        | -      | -      | -      | -      | -      | 124.1           |       |